# 大梁氏剑
大梁氏剑，又名梁神劍，是中國南北朝的冷兵器，乃梁武帝命陶弘景鑄造的兵器，共十三口。

## 記載
明朝的李承勋在《名劍記》中以梁神劍稱之，引《梁书》記載，武帝命陶弘景造神剑十三，以象月并闰
根據《水經注》第22卷記載，漢氏之浚儀水，無他也，皆變名矣。其國多池沼，時池中出神劒，到今其民像而作之，號大梁氏之劍也。

## 史料
- 《名劍記》
- 《水經注》
- 《梁书》